# オートルート A5
オートルート A5 （Autoroute française A5、高速道路A5号線）は、フランスのオートルートの1つ。パリ都市圏からラングル高原までの238km区間である。A6の混雑を緩和するため、1990年よりトロワ＝セムーティエ間77kmが建設された。

## 歴史
1983年にボーシュマン・ジャンクション（Beauchemin）からセムティエ（Semoutiers）までの21kmが開通した。1990年にはトロワからセムティエ間の77kmが開通する。1993年10月22日にはムランまでの56.6km区間が試験開通した。同年10月22日にA160号線と接続する国道6号線の4.4km部分（後のA19号線）が開通している。1994年11月24日にトロワからの67.8km区間が開通する。1994年11月24日に北にある部分的に開通している環状道路（fr:Francilienne）と接続するA5b出入口が調整され14.4km区間（後のA105号線）が開通した。1995年6月30日に西にあるFrancilienneと接続する10.9km地点のA5a出入口が調整され試開通する。

## 経路
- 国道104号線と接続。
- 10.A スナール広場（Carré Sénart）
- 10 モワシー＝クラマイエル、リュザン（Moissy-Cramayel, Lieusaint）
- 11 サヴィニー＝ル＝タンプル（Savigny-le-Temple）
- 12 サヴィニー＝ル＝タンプル、セソン、ヴェール＝サン＝ドニ（Savigny-le-Temple, Cesson, Vert-Saint-Denis）
- 13 レオ、航空センター（Réau - Centre aéronautique）
- 14 A105号線と接続。
  - エプリュヌ料金所（Éprunes）
- 15 ヴォー＝ル＝ヴィコント（Vaux-le-Vicomte）：ムラン方面（Melun）
- 16 ムラン（Melun）
  -  ARは両車線側にあり。
- 17 シャンパーニュ＝シュル＝セーヌ（Champagne-sur-Seine）：フォンテーヌブロー、モントロー＝フォール＝ヨンヌ、プロヴァン（Fontainebleau, Montereau-Fault-Yonne et Provins）
  -  レ・ラゼAR（Les Rasets）、グラヴォンAR（Gravon）
- 18 モントロー＝フォール＝ヨンヌ（Montereau-Fault-Yonne）
- A19号線と接続。
  -  モンタルAR（Montard）、モンタフィランAR（Montaphilant）
  -  ヴィルヌーヴAR（Villeneuve）
- 19 ヴィルヌーヴ＝ラルシュヴェック、Aix-en-Othe（Villeneuve-l'Archevêque、Aix-en-Othe）
- 20 トロワ西（Troyes-Ouest）：トロワ（Troyes）方面。
- 21 トロワ南（Troyes-Sud）
- A26号線と接続。
  -  トロワ＝フリノワAS（Troyes-Fresnoy）、トロワ＝レ＝プレシAS（Troyes-le-Plessis）
- 22 バル＝シュル＝セーヌ、ブリエンヌ＝ル＝シャトー（Bar-sur-Seine, Brienne-le-Château）：ブリエンヌ＝ル＝シャトー、バール＝シュル＝オーブ（Bar-sur-Aube）、ヴォンドゥーヴル＝シュル＝バルス（Vendeuvre-sur-Barse）方面
  -  モンドヴィルAR（Mondeville）、ラングルAR（Langres）
- 23 バール＝シュル＝オーブ（Bar-sur-Aube）
  -  シャトーヴィレン＝バル＝マルネAS（Châteauvillain-val-Marnay）、シャトーヴィレン＝オルジュAS（Châteauvillain-orges）
- 24 ショーモン（Chaumont）
- A31号線と接続。